# Galleria dell'Accademia
La Galleria dell'Accademia és d'un dels museus bàsics de Florència, dedicat a l'escultura i la pintura. Es troba a la Via Ricasoli, 60, a la vora del Museu Nacional de San Marco.

## Història
L'Acadèmia de Belles Arts va ser fundada el 1563. La col·lecció es va formar el 1784 per oferir als estudiants de dibuix material d'estudi. El 1873 es va traslladar l'estàtua de David des de la plaça de la Senyoria fins a l'Acadèmia.
En una part de l'interior de l'edifici de l'acadèmia, es troba el Museu dels instruments musicals.

## Col·lecció
La seva obra més destacada és la de Miquel Àngel, en concret el David (1504).
La primera sala té obres dels segles XV i xvi i, en el centre, el guix de Giambologna, model d'El rapte de les sabines, que s'alberga a la loggia dels Lanzi de la Signoria. En aquest guix s'aprecia bé el bell moviment helicoidal que va donar Giambologna a aquesta composició escultòrica.
Després es passa a la galeria de Miquel Àngel. Aquí es troben quatre esclaus esculpits entre 1521 i 1523 i destinats a la tomba de Juli II. Les obres, sense acabar, sorprenen el visitant, perquè de la pedra pesada semblen intentar de sortir, hercúlies, les figures inacabades. Un esbós de Sant Mateu i la Pietat Palestrina, també inacabada, precedeixen el gegantí David.
Als seus 25 anys, Miquel Àngel va trencar amb els cànons del David clàssic (fins aleshores menut, amb samarra i sarró). El David de Miquel Àngel és un ésser carregat de vida i desig de victòria, amb vigorosa musculatura, que es recolza en una cama per impulsar l'acció, una acció que s'intueix a les seves pròpies mans.
Altres obres que s'exhibeixen a l'acadèmia són:
- Madonna del mare, atribuïda a Botticelli
- Venus i Cupido, de Pontormo
- Cassone Adimari, bagul de fusta pintat per Scheggia

Conté pintures de Filippino Lippi, i Ridolfo Ghirlandaio. El saló de la Toscana presenta pintures i escultures del segle xix i models en guix de Lorenzo Bartolini.